# Phryganopteryx viettei
Phryganopteryx viettei är en fjärilsart som beskrevs av De Toulgoët 1961. Phryganopteryx viettei ingår i släktet Phryganopteryx och familjen björnspinnare. Inga underarter finns listade i Catalogue of Life.